# DragonStrike (joc video)
DragonStrike este un joc video lansat de Strategic Simulations, Inc. (SSI) în 1990, bazat pe universul Dungeons & Dragons. Acesta oferă jucătorilor oportunitatea de a experimenta zborul și lupta cu dragoni în universul celebrului joc de rol. DragonStrike este disponibil pe mai multe platforme, inclusiv MS-DOS, Amiga, Commodore 64 și Nintendo Entertainment System (NES).

## Context și Dezvoltare
DragonStrike face parte din seria de jocuri video dezvoltate de SSI bazate pe franciza Dungeons & Dragons, în special pe setările de joc Dragonlance. Dezvoltarea jocului a implicat o colaborare strânsă cu TSR, Inc., deținătorii licenței Dungeons & Dragons, pentru a asigura autenticitatea și fidelitatea față de materialul sursă.

## Echipă de Dezvoltare
Echipa de dezvoltare a jocului a inclus programatori, designeri și artiști grafici experimentați, precum și consultanți din partea TSR. Printre membrii notabili ai echipei se numără:
- Paul Murray - Designer principal
- William D. Volk - Programator principal
- Mark Buchignani - Artist grafic
- David Bunnett - Consultant de la TSR

## Gameplay

### Mecanici de Joc
DragonStrike oferă o combinație unică de elemente de simulare de zbor și de joc de rol. Jucătorii preiau rolul unui cavaler al dragonilor, pilotând diverse tipuri de dragoni în misiuni de luptă aeriană împotriva altor dragoni și creaturi magice.

### Control și Interfață
Jocul se desfășoară dintr-o perspectivă de la prima persoană (cockpit view), oferind jucătorilor o vedere detaliată a peisajului și a inamicilor. Controalele permit manevre avansate, cum ar fi rotația, înclinarea și accelerarea dragonului. Jucătorii pot, de asemenea, să lanseze atacuri magice și să folosească diferite arme.

### Misiuni și Obiective
DragonStrike include o serie de misiuni variate, fiecare cu propriile obiective și provocări. Acestea includ:
- Patrularea și apărarea unor teritorii
- Atacarea fortărețelor inamice
- Salvarea unor personaje capturate
- Dueluri aeriene cu dragoni inamici

## Tipuri de Dragoni
În joc, jucătorii au acces la diferite tipuri de dragoni, fiecare cu propriile abilități și caracteristici. Printre aceștia se numără:
- Dragonii de Foc - Puternici și durabili, cu capacitatea de a scuipa foc
- Dragonii de Gheață - Agili și rapizi, cu atacuri de îngheț
- Dragonii de Fulger - Versatili, cu atacuri electrice devastatoare

## Grafică și Sunet
DragonStrike a fost lăudat pentru grafica sa avansată la momentul lansării, utilizând tehnici de randare pseudo-3D pentru a crea un mediu imersiv. Sunetul jocului include efecte sonore autentice și o coloană sonoră captivantă, care contribuie la atmosfera epică a jocului.

## Design Vizual
Arta jocului este inspirată din universul Dragonlance, cu peisaje fantastice, dragoni detaliați și fortărețe impunătoare. Fiecare nivel este proiectat cu atenție la detalii pentru a oferi o experiență vizuală captivantă.

## Recepție și Impact

### Critici și Recenzii
La lansare, DragonStrike a primit recenzii pozitive din partea criticilor și jucătorilor. Printre aspectele apreciate se numără gameplay-ul inovator, grafica impresionantă și fidelitatea față de universul Dungeons & Dragons. Totuși, unele recenzii au menționat dificultatea ridicată a jocului și curba de învățare abruptă.

### Premii și Nominalizări
DragonStrike a fost nominalizat și a câștigat mai multe premii în industrie, inclusiv:
- Premiul pentru Cel Mai Bun Joc de Simulare la Computer Gaming World în 1990
- Nominalizare pentru Cel Mai Bun Joc Fantasy la Origins Awards

## Moștenire și Influență
DragonStrike a influențat numeroase jocuri de simulare de zbor și titluri din genul fantasy, stabilind standarde înalte pentru grafică și gameplay. De asemenea, jocul a contribuit la popularizarea universului Dragonlance și a continuat succesul seriei de jocuri Dungeons & Dragons dezvoltate de SSI.